# بروس ماكدونالد
بروس ماكدونالد (بالإنجليزية: Bruce MacDonald)‏ هو منافس ألعاب قوى أمريكي، ولد في 22 أكتوبر 1927.

## وصلات خارجية
- بروس ماكدونالد على موقع أوليمبيديا (الإنجليزية)